# The Whole Truth (2016)
The Whole Truth is een Amerikaanse thriller uit 2016, geregisseerd door Courtney Hunt en geschreven door Nicholas Kazan.

## Verhaal
Advocaat Richard Ramsay krijgt een moeilijke zaak toegewezen wanneer hij de 17-jarige Mike Lassiter verdedigt voor de vermeende moord op zijn rijke advocaat, vader Boone Lassiter. Ramsay huurt een jonge getalenteerde advocaat, Janelle Brady, in als zijn nieuwe assistent. In een flashback wordt aangetoond dat Mike naar Reed College wil, maar Boone dwingt hem om aan Stanford-universiteit te beginnen.
De politie bevestigt dat Mikes vingerafdrukken op het moordwapen zijn gevonden. Een reeks flashbacks toont Boones bazige en neerbuigende gedrag tegenover zijn vrouw, Loretta. Ze bevestigt dat ze jarenlang emotioneel en fysiek is mishandeld, ook op de dag van zijn overlijden. Ze getuigt dat ze na een ruzie ging douchen. Toen ze terugkwam, vond ze het lijk van haar man.

## Rolverdeling
| Acteur          | Personage        |
| --------------- | ---------------- |
| Keanu Reeves    | Richard Ramsay   |
| Renée Zellweger | Loretta Lassiter |
| Gugu Mbatha-Raw | Janelle Brady    |
| Gabriel Basso   | Mike Lassiter    |
| Jim Belushi     | Boone Lassiter   |

## Productie
Daniel Craig zou oorspronkelijk de hoofdrol spelen sinds januari 2014. In april, slechts een paar dagen voordat het filmen zou beginnen, stopte hij om onbekende redenen met het project. Craig werd in juni vervangen door Keanu Reeves. Op 10 juli 2014 voegde Jim Belushi zich bij de cast van de film om Mikes vader te spelen en Renée Zellweger zou zijn moeder spelen.
De opnames van de film begonnen op 7 juli 2014 in New Orleans, Louisiana. Eerder zouden de opnames plaatsvinden in Boston. Het filmen begon op 7 juli 2014 in St. Bernard Parish, Louisiana.

## Ontvangst
Op Rotten Tomatoes heeft The Whole Truth een waarde van 34% en een gemiddelde score van 4,9/10, gebaseerd op 32 recensies. Op Metacritic heeft de film een gemiddelde score van 46/100, gebaseerd op 15 recensies.